# Viège de Zermatt
Pour les articles homonymes, voir Vispa (homonymie).
La Viège de Zermatt, ou Matter Vispa en allemand, est un cours d'eau du Valais qui coule le long de la vallée de Zermatt pour rejoindre la Vispa à la hauteur de Stalden.

## Description
La Matter Vispa naît de la confluence de différents torrents de montagne dans les Alpes valaisannes ; le Zmuttbach, le Gornera et le Findelbach. Ces torrents se rencontrent au sud de Zermatt. La Matter Vispa coule ensuite vers le nord et conflue avec la Saaser Vispa à Stalden, elles donnent naissance à la Vispa.

### Sources
- Carte topographique, Swisstopo